# Bandicam
Bandicam je software na nahrávání a snímání obrazovky počítače vyvíjený Jihokorejskou společností Bandisoft.
Bandicam je shareware. V nezaregistrované verzi programu je možné nahrávat obrazovku pouze 10 minut do jednoho souboru, poté se záznam ukončí. Také se navrch zaznamenaného videa nebo obrázku umístí průhledné logo s odkazem na webové stránky programu.

## Možnosti záznamu
Bandicam může zaznamenávat obrazovku třemi režimy. Prvním z nich je Záznam hry, který zaznamenává oblast vytvořenou pomocí DirectX nebo OpenGL, další režim se nazývá Záznam obrazovky, který umožňuje nahrávat vybranou část obrazovky počítače a posledním z nich je režim Nahrávání výstupu ze zařízení, který umožňuje nahrávat výstup z webové kamery nebo ze zařízení připojeného k počítači pomocí HDMI. Bandicam může nahrávat až v rozlišení 2560 x 1600, podporuje hardwarovou akceleraci přes OpenGL, NVENC, AMD APP a Intel QuickSync. Výstup videa je možné ukládat do formátů AVI nebo MP4, snímky obrazovky do formátů BMP, PNG a JPEG, popřípadě zvuk při záznamu videa do formátu WAV. Délka nahrávaného videa v plné verzi je neomezená, lze nahrávat tak dlouho, dokud nedojde místo na disku.

## Jazyky
Bandicam je aktuálně dostupný ve 45 jazycích: angličtina, arabština, arménština, ázerbájdžánština, bosenština, bulharština, chorvatština, čínština, čeština, dánština, finština, francouzština, gruzínština, hebrejština, indonéština, italština, japonština, kurdština, lotyština, litevština, maďarština, malajština, nizozemština, němčina, norština, polština, portugalština, portugalština (brazilská), perština, rumunština, ruština, řečtina, srbština (psaná cyrilicí), srbština (psaná latinkou), slovinština, slovenština, španělština, švédština, thajština, turečtina, ukrajinština, urdština, uzbečtina, vietnamština a zjednodušená čínština.